# Купо-Казарино (Терамо)
Купо-Казарино (итал. Cupo-Casarino) је насеље у Италији у округу Терамо, региону Абруцо.
Према процени из 2011. у насељу је живело 99 становника. Насеље се налази на надморској висини од 218 м.